# Turatia psammella
Turatia psammella is een vlinder uit de familie van de dominomotten (Autostichidae). De wetenschappelijke naam van de soort is, als Holcopogon psammella, voor het eerst geldig gepubliceerd in 1933 door Amsel.

## Andere combinaties
- Holcopogon psammella Amsel, 1933
- Ilionarsis psammella Amsel, 1933